# Eugnathogobius indicus
Eugnathogobius indicus es una especie de pez de la familia de los Gobiidae en el orden de los Perciformes.

## Morfología
- Los machos pueden llegar a alcanzar los 2,7 cm de longitud total.
- Número de vértebras: 26.[1]

## Hábitat
Es un pez de clima tropical y bentopelágico.

## Distribución geográfica
Se encuentra en Kenia, Mozambique y Seychelles. 

## Observaciones
Es inofensivo para los humanos. 